# Radmožanci
Radmožanci (mađarski: Radamos) je naselje u slovenskoj Općini Lendavi. Radmožanci se nalazi u pokrajini Prekomurju i statističkoj regiji Pomurju. 

## Stanovništvo
Prema popisu stanovništva iz 2002. godine naselje je imalo 254 stanovnika.